# Phanomorpha lichenopa
Phanomorpha lichenopa is een vlinder uit de familie van de grasmotten (Crambidae). De wetenschappelijke naam van de soort is voor het eerst gepubliceerd in 1898 door Oswald Bertram Lower.
De soort komt voor in Australië (New South Wales).